# Kedves Gyula
Kedves Gyula (Baktalórántháza, 1962. június 28. –) magyar történész, egyetemi tanár, az 1848-49-es forradalom és szabadságharc történetének egyik kutatója, a Hadtörténeti Múzeum alkalmazottja, az Országgyűlési Múzeum szakmai vezetője.

## Tanulmányai
1980-ban érettségizett a nyíregyházi Zrínyi Ilona Gimnáziumban, majd 1981 és 1986 között a szegedi József Attila Tudományegyetem Természettudományi Karán tanult, földrajz-történelem tanárszakon. 1995-ben szerezte meg a kandidátusi címét hadtudományból. Értekezését a honvédzászlóaljak szabadságharcban betöltött szerepéről írta. 2008-ban múzeumvezetői, 2009-ben múzeológiai szakfelügyelői tanfolyamot végzett.

## Munkahelyei

### Főiskolai oktatás
Jelenleg is segédkezik a Károli Gáspár Református Egyetem Történettudományi Doktori Iskola Társadalom, politika és hadsereg a Magyar Királyságban 1740-1867 programban mint külső oktató.

### Egyéb munkahelyei

#### Hadtörténeti Múzeum
1986 óta dolgozik a Hadtörténeti Múzeumban. 1988 és 1990 között előbb a Muzeológiai Osztálynak, majd a Gyűjteményi Osztálynak volt az osztályvezető-helyettese. 1991 és 1994 között a Militária Alosztály alosztályvezetője lett, később egy évre a Tárgyi Gyűjteményi Osztály osztályvezetőjeként dolgozott. 1996-ban három évre a Dokumentációs Főosztály főosztályvezetője lett, 2000-ben a múzeum főigazgató-helyettese, 2002-ben igazgató-helyettese lett. 2010 és 2012 között irányította a múzeumot.

#### Országgyűlés Hivatal
2012 és 2015 között az Országgyűlés Hivatala Közgyűjteményi és Közművelődési Igazgatóság Múzeumelőkészítő Irodájának vezetője volt. Jelenleg a az igazgatóság főtanácsadójaként tevékenykedik, illetve az Országgyűlési Múzeumot vezeti.

## Kutatások

### Érdeklődési területei
A területei között szerepel az 1848-49-es forradalom és szabadságharc hadtörténete, különösen a hadsereg szervezése. Emellett a kézifegyverek története a 15-19. század közötti időben.

### Kutatási programok irányítása
1997 és 1999 között vezette Az 1848-as forradalom és szabadságharc történetét a hazai és nemzetközi közönség számára bemutató vándorkiállítási programot, majd 2009-től kezdte el az egykori i Aradi Ereklyemúzeum tárgyi anyagának feldolgozását.

## Tudományos társulati tagság
- Venatus Vadász és Fegyvermagazin (1990-1992, szerkesztő)
- Militaria Modell Magazin (1991-1994, szerkesztő)
- Magyar Huszár és Katonai Hagyományőrző Szövetség (1993-2004, vezetőségi tag)
- Magyar Ballisztikai Társaság (1994-2002)
- Kaliber fegyvermagazin (1998-2003, szerkesztő)
- Magyar Muzeológusok és Történészek Társasága (2002 óta)
- Pest-Budai Petőfi Egyesület (2004 óta)
- Pulszky Társaság (2005 óta)

## Kitüntetései
- Művelődési Minisztérium nívódíja (1998)
- „Az év ifjú hadtörténésze” díj (1999)
- Év Múzeuma díj (2000, 2010)
- Oktatási és Kulturális Miniszter Kossuth-érme (2004)
- A Magyar Érdemrend lovagkeresztje (2012)

## Főbb művei
- A szabadságharc hadserege I. A lovasság. Budapest, Sygnatura Kiadó (1992)
- Czetz János, a szabadságharc legifjabb tábornoka. Budapest, Országos Örmény Önkormányzat, 1996
- A szabadságharc huszárai; színes táblák Hadnagy Róbert et al.; jav. kiad.; Hadimúzeum Alapítvány, Budapest, 1998 (Militaria Hungarica)
- Kedves Gyula–Zachar József–Zachar Péter Krisztián: 1848/49-ről százötven év távlatából; Siklósi Vár- és Múzeumbaráti Kör, Siklós, 1999 (Siklósi füzetek)
- „Szabolcs a hazáért”. A ’48. honvéd zászlóalj története az 1848-49-es szabadságharcban. Budapest, Heraldika Kiadó, 2002
- Répásy Mihály, a szabadságharc huszártábornoka; Önkormányzat, Kemecse, 2007
- Kedves Gyula–Ratzky Rita: Csataterek Petőfije. Dokumentumok, Petőfi-művek hadtörténeti és irodalomtörténeti-poétikai elemzésekkel; Timp, Budapest, 2009 (Timp – militaria)
- Aradi Ereklyemúzeum gyűjteményi katalógus I-II. kötet. Szeged, Móra Ferenc Múzeum, 2012
- Az Országgyűlési Őrség; szöveg Fróna Imre, Kedves Gyula; Országgyűlés Hivatala, Budapest, 2023 (Országházi séták)